# Малая Мартыновка (Ростовская область)
Ма́лая Марты́новка — хутор в Мартыновском районе Ростовской области.
Входит в состав Южненского сельского поселения.

## История
Основан не позднее 1897 года. Согласно первой всеобщей переписи населения Российской империи 1897 года в посёлке Мало-Мартыновка (он же Сальская Красота) Мартыновской волости Первого Донского округа Области Войска Донского проживало 108 душ мужского и 123 женского пола. Согласно Всесоюзной переписи населения 1926 года население хутора составляло 752 человека, из них 597 - украинцы, 155 великороссы.

## Население
Динамика численности населения
| 1897 | 1915 | 1926 |
| ---- | ---- | ---- |
| 231  | 465  | 752  |

| 2010 |
| ---- |
| 738  |

## Улицы
- ул. Административная,
- ул. Заречная,
- ул. Молодёжная,
- ул. Олимпийская,
- ул. Степная.

## Известные уроженцы
- Прутко, Григорий Иванович (1924—1994) — советский военачальник, полковник, Герой Советского Союза.